# ده‌نو (کهریزک)
ده نو (کهریزک)، روستایی از توابع شهرستان کهریزک در استان تهران ایران است.

## جمعیت
این روستا در شهرستان کهریزک قرار دارد و براساس سرشماری مرکز آمار ایران در سال ۱۳۸۵، جمعیت آن ۲۷۶ نفر (۶۵خانوار) بوده‌است.